# Гиссен, Леонид Давидович
Леони́д Дави́дович Ги́ссен (28 июня 1931, Москва, СССР — 7 февраля 2005, Москва, Россия) — советский гребец, серебряный призёр Олимпийских игр. Заслуженный мастер спорта СССР (1954). Доктор медицинских наук и доктор психологических наук. Автор более 200 научных трудов. В 1970-е годы заведовал лабораторией спортивной психологии ВНИИФКа. 

## Спортивная карьера
На Олимпиаде в Хельсинки в составе восьмёрки «Крыльев Советов» выиграл серебряную медаль. На Олимпийских играх 1956 года в соревнованиях восьмёрок не смог выйти в финал.
Трёхкратный чемпион Европы, пятикратный чемпион СССР. Победитель Хенлейской регаты в 1954 году.

## Научная работа
Закончил 1-й Московский медицинский институт им. И. М. Сеченова по специальности психология, психиатрия. Доктор медицинских наук и доктор психологических наук. Автор более 200 научных трудов. В 1970-е годы заведовал лабораторией спортивной психологии ВНИИФКа. 
Один из первых советских спортивных психологов. Заведовал лабораторией спортивной психогигиены Всесоюзного научно-исследовательского института физической культуры. Первым в СССР внедрил систему аутотренинга. На протяжении двух десятков лет, с 1960 по 1980-е годы, работал психологом сборных команд Москвы, Литвы и СССР по академической гребле.
Автор книг и монографий «Психорегулирующая тренировка» (1970), «Психология и психогигиена в спорте: Из опыта работы в командах по академической гребле» (1973 и 2010), «Время стрессов. Обоснование и практические результаты психопрофилактической работы в спортивных командах» (1990), «Стартует скиф», «Сквозь смех и слёзы чемпионов».
Принимал участие в съёмках документального фильма «Индийские йоги — кто они?».

## Научные труды
- Психология и психогигиена в спорте. — М.: Физкультура и спорт, 1973. — 149 с. — 16,500 экз.